# Ljossalfheimr
Ljossalfheimr of Lichtelfenheim is in de Noordse mythologie de verblijfplaats van de Lichtelfen of het Ljòsálfar-volk, mooi en licht, (tegenhangers van Dökkálfar beneden in de aarde, zwarter dan pek). Zij ontstonden nog voor er goden waren.
De term Ljossalfheimr is nooit in Oudnoorse geschriften gebruikt maar is uitgevonden door moderne theologen om het te onderscheiden van Svartalfheim.